# Нурабадський туман
Нурабадський район (узб. — Nurobod tumani, Нуробод тумани) — найпівденніший та найбільший за територією район Самаркандської області Узбекистану. Площа району становить 5700 км², населення станом на 2012 рік 126 800 чол. До складу району входять 1 місто та 8 сільських сходів. Адміністративний центр району — місто Нурабад.

## Географія та клімат
Район межує з Кашкадар'їнською та Навоїйською областями. Західна частина території розташована в межах Каршинського степу, східна у передгір'ях Зеравшанського хребта. Клімат посушливий з невеликими запасами водних ресурсів. Нестача води компенсується за допомогою каналів, при цьому найбільший з них перетинає район з півночі на південь та з'єднує Карадар'ю та Кашкадар'ю.

## Економіка
На території району розташовано багате уранове родовище «Сабир-Сай». Навколо нього в 1960-х роках виріс нинішній районний центр.

## Історія
До утворення Узбецької РСР землі району були володіннями Бухарського ханства. При цьому Нурабадський район є одним з наймолодших територіальних утворень області — його було створено лише у 1975 році і отримав назву Совєтобадський — за назвою районного центру. На початку 1992 року районний центр перейменували в Нурабад, відповідно перейменували і район.

## Історичні пам'ятки
Тут розташована ісламська святиня Хазрат Довуд — печера, яка збирає численних прочан. За місцевою легендою цар юдеї Давид (один з ісламських пророків) біля цієї печери переховувався від ворогів. Для цього він помолився і Бог дав йому небачену силу. Давид (Довуд) розсунув руками скелі і сховався в утвореному отворі. Біля входу в печеру можна побачити «відбитки» колін Давида.

## Адміністративний поділ
Місто:
- Нурабад

Села:
- Нурдум
- Джам
- Джаркудук
- Нурбулак
- Тим
- Сазогон
- Улус
- Тутли